# Auguste Moutié
Auguste Moutié, né le 14 avril 1812 à Gazeran et mort le 14 décembre 1886 à Rambouillet, est un historien français.

## Biographie
Auguste Moutié fait ses études au collège Sainte-Barbe à Paris. Dans sa jeunesse, il perd l'usage d'un œil à la suite d'un accident et devient aveugle en 1863.

## Publications
- Chemin de fer de l'Ouest. Notice sur la station de Maintenon, Paris, P. Dupont, 1850, 24 p., in-8o
- Notice historique sur le domaine et le château de Rambouillet, Rambouillet, Raynal, 1850, 112 p.
- De Paris à Laval et à Alençon, 1856
- De Paris au Mans  (ill. Thérond), Paris, L. Hachette et Cie, 1854, 173 p. (lire en ligne)
- Cartulaire de l'abbaye de Notre-Dame de La Roche, Paris, 1862
- Notice sur l'ancien domaine royal et la châtellenie de Saint-Léger-en-Yveline, Rambouillet, Imprimerie de Raynal, 1869
- Le château de Chevreuse et les deux chapelles de Sainte Marie Madeleine, Rambouillet, Imprimerie de Raynal, 1869
- Chevreuse : Recherches historiques, archéologiques et généalogiques, Rambouillet, Librairie de Raynal, 1874 (lire en ligne)

## Distinctions
- Officier d'académie
- Officier de l'Instruction publique
- Chevalier de la Légion d'honneur